# Кенеди, Кайла
Ка́йла Ке́неди Уайт (англ. Kyla Kenedy White; род. 4 февраля 2003, Чарлстон, Южная Каролина) — американская актриса кино, телевидения и озвучивания, начавшая сниматься в восемь лет.

## Биография
Кайла Кенеди Уайт родилась 4 февраля 2003 года в городе Чарлстон (штат Южная Каролина, США). С 2011 года начала сниматься в телесериалах, со следующего года — в кинофильмах. У Кайлы есть старшая сестра-инвалид, имеющая с рождения заболевание мозга.
В девять лет Кайла с семьёй переехала в город Атланта (штат Джорджия), а через некоторое время — в Лос-Анджелес (штат Калифорния).

## Награды и номинации
- 2013 — Movieguide Awards в категории «Самая вдохновляющая теле-роль» за роль в фильме Raising Izzie — победа.
- 2013[англ.] — Премия «Молодой актёр» в категории «Лучшая роль в телесериале — гостевое участие молодой актрисы возраста 10 лет и младше» за роль в сериале «Новая норма» — номинация.
- 2013 — Премия «Молодой актёр» в категории «Лучшая роль в телефильме, мини-сериале, спецвыпуске или пилотном эпизоде — молодая актриса в главной роли» за роль в фильме Raising Izzie — победа[3].
- 2017[англ.] — Премия «Молодой актёр» в категории «Лучшая роль в полнометражном фильме — молодая актриса в главной роли» за роль в фильме «Всё, что нужно — любовь?»[англ.] — номинация.

## Фильмография
| Год       |     | Русское название          | Оригинальное название          | Роль              |
| --------- | --- | ------------------------- | ------------------------------ | ----------------- |
| 2011      | с   | C.S.I. Место преступления | CSI: Crime Scene Investigation | Фиона Чамблисс    |
| 2011      | ф   | Жёлтые обои               | The Yellow Wallpaper           | юная Сара Вейланд |
| 2012      | ф   | Три балбеса               | The Three Stooges              | девочка с шариком |
| 2012      | тф  | Воспитание Иззи           | Raising Izzie                  | Иззи              |
| 2012—2013 | с   | Новая норма               | The New Normal                 | Ребекка           |
| 2013      | тф  | Прятки                    | Hidden Away                    | юный мудрец       |
| 2013—2015 | с   | Ходячие мертвецы          | The Walking Dead               | Мика Самуэль      |
| 2014      | ф   | Реальность                | Réalité                        | реальность        |
| 2014      | с   | Риццоли и Айлс            | Rizzoli & Isles                | Шарлотта          |
| 2014      | кор | Мы делаем лимонад         | We Make That Lemonade          | Мак               |
| 2014—2015 | мс  | Доктор Плюшева            | Doc McStuffins                 | Тамара/Ведьма     |
| 2015      | кор | Друг Сары                 | Sarah's Friend                 | Сара              |
| 2015      | тф  | Язык романтики            | Romantically Speaking          | юная Ариэль       |
| 2015      | ф   | Конь в подарок            | A Gift Horse                   | Аманда            |
| 2015      | кор | Солнечный диск            | Solar                          | девочка           |
| 2015      | тф  | 48 часов до понедельника  | 48 Hours 'til Monday           | Трейси            |
| 2015—2021 | мс  | Если дать мышонку печенье | If You Give a Mouse a Cookie   | Пайпер            |
| 2016      | ф   | Всё, что нужно - любовь?  | Love Is All You Need?          | Эмили Кертис      |
| 2016—2017 | с   | Ночная смена              | The Night Shift                | Брианна           |
| 2016—2019 | с   | Просто нет слов           | Speechless                     | Дилан Димео       |
| 2017      | кор | Свободное время о нас     | Free Time of About Us          | Спиннер           |
| 2019      | с   | Медики Чикаго             | Chicago Med                    | Аманда            |
| 2019      | с   | Полиция Чикаго            | Chicago P.D.                   | Аманда            |
| 2021—2022 | с   | Господин мэр              | Mr. Mayor                      | Орли Бремер       |
| 2022      | ф   | Фантомы                   | The Phantoms                   | Сара              |
|           | ф   | Разбитый лед              | Shattered Ice                  | Кайла Донахью     |